# Axel Guessand
Axel Thurel Sahuye Guessand (sinh ngày 6 tháng 11 năm 2004) là một cầu thủ bóng đá chuyên nghiệp người Pháp hiện đang thi đấu ở vị trí hậu vệ cho câu lạc bộ Volendam tại Eredivisie, theo dạng cho mượn từ Udinese tại Serie A.

## Sự nghiệp câu lạc bộ

### Nancy
Guessand xuất thân từ là cầu thủ của lò đào tạo trẻ Nancy. Anh ra mắt chuyên nghiệp cho đội bóng vào ngày 28 tháng 8 năm 2021, trong trận thua 4–1 tại Ligue 2 trước Auxerre. Ở 16 tuổi, 9 tháng và 22 ngày, anh trở thành cầu thủ trẻ nhất từng ra sân trong một trận đấu chuyên nghiệp cho Nancy.

### Udinese
Ngày 1 tháng 7 năm 2022, Guessand gia nhập câu lạc bộ Udinese tại Serie A theo một thỏa thuận kéo dài 3 năm. Ngày 5 tháng 6 năm 2023, anh ra mắt đội 1, khi đá chính trong trận thua 0–1 tại Serie A trước Juventus.

## Sự nghiệp quốc tế
Guessand là cầu thủ từng đại diện cho Pháp trên đấu trường quốc tế.

## Thống kê sự nghiệp

### Câu lạc bộ
Tính đến 2 tháng 11 năm 2023
| Câu lạc bộ          | Mùa giải            | Giải đấu            | Giải đấu | Giải đấu | Cúp  | Cúp | Châu lục | Châu lục | Tổng cộng | Tổng cộng |
| Câu lạc bộ          | Mùa giải            | Hạng                | Trận     | Bàn      | Trận | Bàn | Trận     | Bàn      | Trận      | Bàn       |
| ------------------- | ------------------- | ------------------- | -------- | -------- | ---- | --- | -------- | -------- | --------- | --------- |
| Nancy               | 2021–22             | Ligue 2             | 2        | 0        | 0    | 0   | —        | —        | 2         | 0         |
| Udinese             | 2022–23             | Serie A             | 1        | 0        | 0    | 0   | —        | —        | 1         | 0         |
| Udinese             | 2023–24             | Serie A             | 1        | 0        | 2    | 1   | —        | —        | 3         | 1         |
| Udinese             | Tổng cộng           | Tổng cộng           | 2        | 0        | 2    | 1   | —        | —        | 4         | 1         |
| Tổng cộng sự nghiệp | Tổng cộng sự nghiệp | Tổng cộng sự nghiệp | 4        | 0        | 2    | 1   | 0        | 0        | 6         | 1         |